# 松尾雄治
松尾 雄治（まつお ゆうじ、1954年1月20日 - ）は、東京都出身の元ラグビーユニオン選手、スポーツキャスターである。立教大学ラグビー部OBの父親の影響もあり、成城学園中学校高等学校から、ラグビー強豪の私立目黒高校に転校。元祖ミスター・ラグビー。実弟である雄吾（元・三菱自動車工業京都）、雄太（元・栗田工業）、雄介（元・新日本製鐵釜石）も元ラグビー選手である。現在も東京都在住。

## 来歴・人物
東京都渋谷区恵比寿生まれ、世田谷区成城育ち。目黒高校から明治大学、新日本製鐵釜石ラグビー部（現・釜石シーウェイブス）で活躍した。
高校時代は全国高校ラグビーで1年次の第49回大会は優勝、2年次の第50回大会は優勝を果たした盛岡工業にベスト8で抽選で敗れ、3年次の第51回大会は決勝まで進んだが、自軍インゴールに相手（天理高校）が蹴り込んだボールをタッチダウンせず、蹴り出そうとしたが空振り、直後に相手選手がそのボールを押さえ、決勝トライを奪われ準優勝で終わった。
大学2年までスクラムハーフで日本代表にも選出された。1年時の大学選手権では劇的な逆転トライを導くパスを通し、早稲田の公式戦連勝を36で止めた。3年時に監督であった北島忠治の指示でスタンドオフに転向した。本人はこれに一時くさったが、後に奮起。4年時に大学選手権優勝、第13回日本選手権では、三菱自動車工業京都を37-12で破り、司令塔として当時低迷していた明大ラグビー部を悲願の日本選手権初優勝に導いた。
新日鐵釜石入社後もスタンドオフとして、日本選手権7連覇を含む優勝8回を達成する主力選手として活躍。
また日本代表の不動の司令塔としてキャップ24を獲得、1983年にはウェールズを相手に24-29の大接戦を演じた。松尾本人は後にこの試合について「それまでのテストマッチでよくあった、前半に健闘して最後は点差が開くような試合だけはしたくなかった。走って、走って、あんなに疲れた試合はないぐらいボールを回した」「あんなにウィングまでボールが回ったテストマッチはなかったし、日本はああいうラグビーをすべきというのを証明した試合」と話している。
パント・ロングキックともに精確、敵を幻惑する華麗なステップと戦局を見極めいかなる難局も切り開く卓越した戦術眼を持っていた。キャプテンシーにも優れていた。腰を悪くするまでは、プレースキッカーとしても優秀だった。
スクラムから出たSO若狭からのパスをインターセプトし約40 mを走りきった明大戦（明治のメンバーがスクラム前に“33”というサインを皆で確認しあっていた、その“33”は松尾自身が明治在学中に作ったサインであったのでインターセプトできたと、また試合後北島監督から「またお前にやられたか」と愚痴られ恐縮したと後のインタビューで答えている）、鮮やかなステップで敵ディフェンスを切り裂いてトライを挙げた同大戦、13人つなぎのトライを完成させた神戸製鋼戦など、ラグビー史上に残る数々の名場面を演出、今日でも日本ラグビー史上屈指のスタンドオフ、そして最大のスターと言われている。
1981年1月15日の日本ラグビーフットボール選手権大会決勝戦で同志社大学の林敏之と初めて試合をした時に松尾は「大学生でもこんなに大きいのがいるのかと」と感じたという。その試合ではスタンドオフの森岡公隆が普段行わないドロップゴールを行ったことで同志社大学が先行していたが、前半の最後にフルバックの谷藤尚之にフルバックの平田良作がふっとばされてトライを許して折り返し、最後は10-3で新日鐵釜石が勝利。この試合で戦った当時の同志社大学について松尾は「それまでの大学生にはないようなチームでしたよ。まとまりがあって、それだけじゃなくて、本当に自分たちでやろうという雰囲気があった。声も出ていた。自由奔放まではいかないが、先生にやらされているようなところがなかった」と後のインタビューで語っている。
本人が宿敵・同志社大学のことで一番思い出すのは7連覇を達成した時に負けた同志社大学のチームが勝った新日鐵釜石のパーティー会場に「おめでとうございます」と乗り込んだことであり、平尾誠二、大八木淳史など何人かの同大のメンバーが新日鐵の寮での祝賀会に来たことに関しては「感動したというか、こういうことを岡先生から教わっていたんだと。そういうチームだった。気風があった」と振り返っている。
7連覇達成後の1985年に現役を引退し、スポーツキャスターとして活動を開始。「独占!!スポーツ情報」「スポーツシャワー〜ヒーローに花束を〜」にメイン司会者として出演。
その折の1992年、ポーカー賭博事件により警察に逮捕される。逮捕後に、明大ラグビー部OB会を除名されるほか、松尾が明治大学の先輩と慕い、親交があるビートたけしに『北野ファンクラブ』で逮捕された松尾を辛辣に批判するコメントを受けることとなった。
だが、松尾の先輩であり、前述の『スポーツシャワー～』でも司会者として共演していたビートたけしが手をさしのべたこともあり、オフィス北野所属のタレントとして所属、復帰することになった。1998年、日本ラグビー協会の普及育成委員に就任。ラグビーの指導・普及をはじめ、ラジオパーソナリティー、コメンテーター等でも幅広く活躍している。
2004年から2012年まで、成城大学ラグビー部監督を務めた。
2011年東日本大震災で甚大な被害をうけた釜石市の復興のために、NPO法人スクラム釜石を発足させ、新日鉄関係有志、釜石シーウェイブス関係者有志らと復興活動を始めた。
西武ライオンズで活躍した新谷博は彼の従妹の夫にあたり、タレントの長谷川理恵は従兄妹にあたる。
2025年現在、西麻布で会員制バー「リビング」を経営している。

## メディア出演

### テレビ番組
- 『松尾雄治のスポーツ大好き！ウチの子No1！』（2012年6月 - 2021年3月、TCN）
- 欽ちゃんのどこまで笑うの?!（毎週木曜日レギュラー・『木曜日の男』として紹介されていた。1988年、テレビ朝日系）
- 世界まるごと2001年
- 独占!!スポーツ情報（1989年4月 - 1991年3月、日本テレビ）
- 関口宏の東京フレンドパークII（1999年1月4日、TBSテレビ）川口和久と来園。ウォールクラッシュ、ニュー・ブロードウェイジョー、ンゴボコ、クイズ!ボディ&ブレイン、ハイパーホッケーで5つのアトラクションを挑戦したが、金貨獲得は1枚に終わった。
- 週末めとろポリシャン♪（2013年1月 - 2017年3月、TOKYO MX）
- 週末ハッピーライフ! お江戸に恋して（2017年4月 - 、TOKYO MX） - 上記『めとろポリシャン』の後継番組
- ボクらの時代（2017年9月3日、フジテレビ）- ビートたけし、星野仙一と母校の明治大学での対談
- 新・情報7DAYS ニュースキャスター（2019年10月5日、TBSテレビ） - ビートたけし、安住紳一郎、齋藤孝と明治大学関係者が四人そろった

### ラジオ番組
- 「松尾雄治のピテカンワイド」（TBSラジオ）
- 「大沢悠里のゆうゆうワイド」（TBSラジオ） - ゲスト（2009年8月13日）松尾にとって前述の現職のラグビー監督就任以来の久しぶりのラジオ出演であり「明日より菅平で夏合宿です」と言っていた。
- 「松尾雄治 明日へのトライ!」（2016年4月11日 - 、TBSラジオ[6]）
- 「松尾雄治のサンデーキックオフ」（文化放送）
- 「雄治・ナイクのサタデーナイストライ」（文化放送）
- 「松尾雄治のMONDAY FREE KICK」（アール・エフ・ラジオ日本）

### CM
- レナウン「CHARGE」（1986年）
- 大塚製薬 カロリーメイト（1986年）
- 新日鉄グループ ファインテック 使い捨てカイロ「ぬくっ子&ヌッキーズ」（1987年）

## 著書
- 勝つために何をすべきか―新日鉄釜石の「やる気」ラグビー（講談社）
- 常勝集団（講談社）
- 人はなぜ強くなければならないか（講談社）

## 関連図書
- 『栄光のトライ』馬場信浩著　光文社刊
- 『松尾雄治にもらった勇気』馬場信浩著　光文社刊

## 関連人物
- 梅木恒明 - 目黒高校ラグビー部時代の恩師。
- 北島忠治 - 明治大学ラグビー部時代の恩師。
- 森重隆 - 明治大学、新日本製鐵釜石ラグビー部時代のチームメイトで先輩。
- 洞口孝治 - 新日本製鐵釜石選手兼監督時代、日本選手権7連覇達成時の主将。
- 小林日出夫 - 目黒高校、明治大学ラグビー部の後輩（日本選手権6連覇達成後新日本製鐵釜石へ入社）。
- 平尾誠二 - 日本選手権7連覇達成時の相手同志社大学ラグビー部主将代行。平尾が大学1年時に日本代表初選出時、天性のラグビーセンスを見抜く。